# Programmations du Festival de Confolens avant 1970
Cet article présente les programmations du Festival de Confolens avant 1970.

## Années 1950

### 1958
| Pays représentés | Nom des groupes folkloriques |
| ---------------- | --- |
| France           | - Gas du Berry, - École Ventadour de Tulle, - Lous Velhadours de Saint-Junien, - Les amis du Vieux Poitou de Châtellerault, - Le Marais Vendéen de Challans, - Lous de Bazats, - Cercle Celtique de Bannalec, - Lou Ceu de Pau, - Bi Harri de Biarritz, - Cercle des Jeunes Filles de l'ile de Groix, - Bagad de Lann-Bihoué, - Lous Reoules de La Réole |

### 1959
| Pays représentés | Nom des groupes folkloriques |
| ---------------- | --- |
| Écosse           | - Pipe Band du 402e Régiment d'Artillerie Highlanders de Greenock |
| France           | - Lous Velhadours de Saint-Junien, - Bagad et cercle de Guérande, - Les Maitres Sonneurs du Berry, - Aunis et Saintonge de Saintes, - Groupe des Antilles et Guyane de Bordeaux, - Les Chasseurs du Comminges, - La Farandole des Cheminots de Nîmes |

## Années 1960

### 1960
| Pays représentés   | Nom des groupes folkloriques |
| ------------------ | --- |
| Bosnie-Herzégovine | - Miljenko Cvitkovic de Sarajevo |
| Espagne            | - Santa Cecilia de Huesca |
| France             | - Lous Velhadours de Saint-Junien, - La Charante limousine de Saint-Germain, - Vichy et ses sources de Vichy, - L'École du Barbichet de Limoges, - Groupe d'Obermodern, - Le Soleil d'Or de Toulouse, - Quic en Groigne de Saint-Malo |

### 1961
| Pays représentés | Nom des groupes folkloriques |
| ---------------- | --- |
| Arménie          | - Ballets arméniens de Sossi |
| Belgique         | - Les Cramignons de Liège |
| France           | - Lous Reoules de la Réole, - La Charante limousine de Saint-Germain, - Bagad de Brest, - Ciamada nissarda de Nice, - Tambourinaires de Brignoles, - La Savoir de Chambéry, - L'Eterbeuil de Château-Garnier, - Lo Gerbo Baudo |
| Hongrie          | - Ballet hongrois de Budapest |

### 1962
| Pays représentés | Nom des groupes folkloriques |
| ---------------- | --- |
| Écosse           | - University New Scotland d'Édimbourg |
| Espagne          | - Coral polifonica folles novas de La Corogne |
| États-Unis       | - Las Texas Reelers |
| France           | - Lou Ceu de Pau, - Bagad de Lann-Bihoué, - Les Maitres Sonneurs du Berry, - Lo Gerbo Baudo, - La Bourée d'Aurillac, - Le Costume Tornurgeois de Tournus, - Catalan et Cobla d'Amélie-les-Bains, - Blaudes et Coiffes de Caen |
| Grèce            | - Danses et chansons de Corfou |
| Hongrie          | - Ensemble des cheminots de Szolnok |

### 1963
| Pays représentés | Nom des groupes folkloriques |
| ---------------- | --- |
| Allemagne        | - Stadtkapelle Hanauer Musikverein de Kehl, - Danseurs de la Vallée du Rhin                                                                                             |
| Angleterre       | - Folk Dance Society d'Exeter |
| France           | - Lous Velhadours de Saint-Junien, - Les amis du Vieux Poitou de Chatellerault, - Lous de Bazats, - Lo Gerbo Baudo, - Lo Coquetto de Marseille, - Les Vaillants d'Ossun |

### 1964
| Pays représentés | Nom des groupes folkloriques |
| ---------------- | --- |
| Allemagne        | - Dusseldorfer Grashüpper |
| Espagne          | - Grupo de Danzas de Jean, - Roque-Nublo de Las Palmas |
| Estonie          | - Kassari |
| France           | - Lo Gerbo Baudo de Confolens, - Cercle Celtique de Concarneau, - Le Moulin Vert (Bagad de Quimper), - Orai-Bat de Bayonne, - La Pastourelle de Rodez, - Les Gars du Tsarolais de Charolles, - Émeraude de Basse-Terre |
| Hongrie          | - Ensemble de Czardas de Gödöllő |
| Irlande          | - St-Leonards Irish Folk Dance Society |
| Suisse           | - Le Feuillu de Genève |
| Tchécoslovaquie  | - Hradistan de Prague |

### 1965
| Pays représentés | Nom des groupes folkloriques |
| ---------------- | --- |
| Allemagne        | - Knabenkapelle de Meersburg |
| Écosse           | - Juniper Green Dancers d'Édimbourg                                                                                                  |
| France           | - Lo Gerbo Baudo, - Emeraude de Basse-Terre, - Cigognes d'Alsace, - Compagnons du Mouchoir de Cholet, - La Gouline Sarthoise du Mans |

### 1966
| Pays représentés | Nom des groupes folkloriques |
| ---------------- | --- |
| Allemagne        | - Musikverein Harmonie de Villingen |
| Angleterre       | - Folk Dance Society d'Exeter |
| Belgique         | - Compagnie folklorique Fanny Thibout de Liège |
| Écosse           | - Pipes and Drums du 277e Field Regiment |
| France           | - Les amis du Vieux Poitou de Chatellerault, - Lo Gerbo Baudo, - Les Troubadours Montluçonnais de Montluçon, - Les Macciaghiolis de Bastia, - Les Magnauds du Pont de Beauvoisin |

### 1967
| Pays représentés | Nom des groupes folkloriques |
| ---------------- | --- |
| Bulgarie         | - Ensemble de danses des enseignants de Sofia |
| Espagne          | - Grupo Folclorico d'Aragon "Jota" de Saragosse |
| France           | - Le Kevrenn Ar Flamm Bagad de Brest, - Lo Gerbo Baudo de Confolens, - Lous Cigalous de Morcenx, - Le Soleil d'Or de Toulouse, - Lous Velhadours de Saint Junien |
| Grèce            | - Groupe Corfiote de Corfou |
| Liban            | - Ensemble Folklorique de la M.E.A. de Beyrouth |
| Portugal         | - Rancho Infantil de Santarém, - Rancho Tipico de Renguengua |
| Suisse           | - La Gérondine Harmonie Valaisanne de Sierre |

### 1968
| Pays représentés | Nom des groupes folkloriques |
| ---------------- | --- |
| Cambodge         | - Groupe Folklorique Kmer de la Maison du Cambodge |
| Espagne          | - Grupo de Danzas de Madrid, - Grupo de Danzas de Saint-Jacques-de-Compostelle |
| France           | - Aunis et Saintonge de Saintes, - Lo Gerbo Baudo, - Les Tahulins de Lignères en Berry, - Les Aiglons de Quincy, - La Bourrée Limousine de Brive, - Saint-Régionale Alfred Rossel de Cherbourg |
| Hongrie          | - Ensemble de danses de la coopérative de Dombovar |

### 1969
| Pays représentés | Nom des groupes folkloriques |
| ---------------- | --- |
| Autriche         | - Volkstanzgruppe Holzernes G'Lachter d'Innsbruck                                                                                           |
| Canada           | - Sortilèges de Montréal |
| Écosse           | - Dalklith pipe Band de Midlothian |
| Espagne          | - Grupo de Danzas de Lorca, - Grupo de Danzas de Santander                                                                                  |
| France           | - Lo Gerbo Baudo, - Compagnie Marc Leclerc d'Angers, - Ballets Populaires Poitevins de La Mothe-Saint-Héray, - La Nouch des Sables-d'Olonne |
| Hongrie          | - Ensemble de Czardas de Gödöllő |